# Трир, Герсон
Герсон Георг Трир (дат.   Gerson Georg Trier; 23 апреля 1851 года, Копенгаген — 22 декабря 1918 года, Копенгаген) — датский социал-демократ, журналист, преподаватель языка и переводчик.

## Биография
Герсон Трир был сыном оптового торговца промышленными товарами Людвига Мейера Трира (1815—1884) и Селили Трир, урожденной Мельхиор (1819—1890).
В 1869 году он окончил «Институт Дет фон Вестенске», а затем изучал романские языки в Копенгагенском университете. В 1876 году он продолжил учёбу во Франции и окончил её в 1876 году.

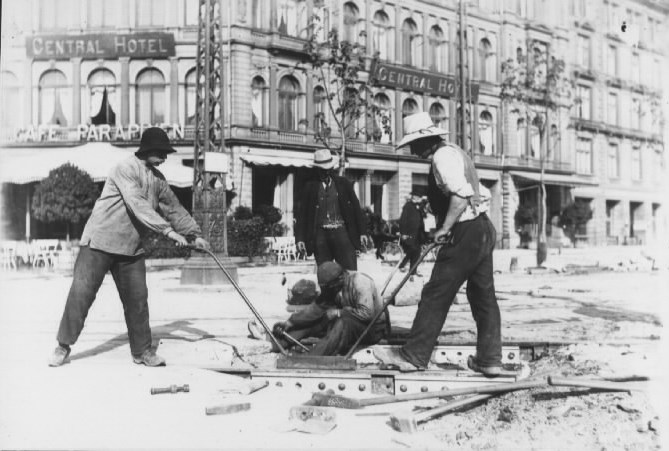
Рабочие на улице Копенгагена в конце XIX века

В течение следующих трех лет Трир преподавал языки в Дании, обучался на фабрике по производству обоев и начал изучать химию. В 1879 году он отправился в Париж и продолжил свои химические исследования, устроился на работу на сахарном заводе. Позже Трир был коммерческим представителем в Париже, а в 1883 году он возглавил отдел парижского торгового дома в Лондоне.
Трир жил в Лондоне до 1888 года и вступил в контакт с Фридрихом Энгельсом, с которым состоял в переписке.
В конце января 1885 года Жерсон Трир попросил у Энгельса разрешения на перевод «Происхождения семьи, частной собственности и государства». Энгельс также написал предисловие к датскому переводу: «Note til danske læser». В 1888 году перевод был опубликован в виде 7 тома «Socialistisk Bibliotek», который редактировал Эмиль Вийнблад.
В 1888 году он вернулся в Копенгаген и вместе с токарем Николаем Петерсеном Лоренцом создал Дискуссионный клуб «Карл Маркс», состоящий из членов Социал-демократического союза (Socialdemokratisk Forbund). Они уже встречались в Париже и Лондоне. Оба пытались в 1889 г. отправить революционных представителей датского рабочего движения на учредительный конгресс Второго Интернационала (14-20 июля 1889 г. в Париже). Для этого они написали несколько статей в своей газете «Арбейдерен, Социалистиск Угеблад» (Arbejderen, Socialistisk Ugeblad).
7 ноября 1890 года Трир и Петерсен были по требованию председателя партии Петера Кристиана Кнудсена были исключены из партии из-за их нереформистских позиций.
Еженедельник Arbejderen, Socialistisk Ugeblad (основан в апреле 1889 года), затем ставший органом Революционной социалистической рабочей партии (Revolutionär Socialistisk Arbejderparti), впервые опубликовал несколько работ Фридриха Энгельса на датском языке.
20 ноября 1891 года он женился на Кристиан Хансин Теодора Хансен, которая родилась 23 марта 1870 года в Таарнби на острове Амагер.
В 1901 году Герсон Трир и Николай Лоренц Петерсен были повторно приняты в Социал-демократическую партию, и Трир работал там как «член главного совета и программной комиссии».
Во время Первой мировой войны датские социал-демократы под руководством Торвальда Стаунинга вошли в состав буржуазного правительства. Против этого в 1916 году выступил Герсон Трир, заявив, что он больше не хочет быть членом «буржуазной партии».
Вместе с другими учителями языков Трир основал языковой семинар в Копенгагене. Он также издавал учебники.
22 декабря 1918 года Герсон Трир умер от тяжёлой болезни.

## Произведения
- Euchaire Baruël, Gerson Trier: Udvalgte Stykker af den franske Literatur før 1830 med Anmærkninger. København 1879.
- Om futurum og konditionalis af det romanske verbum essere. København 1879 (Det phil.-hist. Samf. Mindeskr. i Anl. af dets 25aarige Virksomhed)
- Familjens, Privatejendommens og Statens oprindelse. I Tilslutning til Lewis H. Morgans Undersøgelser af Friedrich Engels. Dansk, af Forfatteren gennemgaaet Udgave, besørget af Gerson Trier. Bogtrykkeri, København 1888 (= Socialistisk Bibliotek 7) (Digitalisat) (2. Aufl. 1906)[13]
- Nikolaj Petersen, Gerson Trier (Hrsg.): Arbejderen, Socialistisk Ugeblad. København 1889—1893.
- Folkeuniversiteter, University extensions. København 1898.
- English Texts (Science and History). Copenhagen 1914.
- A short English grammar. Copenhagen 1915.